# Soprano (raper)
Soprano, właściwie Saïd M'Roubaba (ur. 14 stycznia 1979 w Marsylii) – francuski raper, członek grupy Psy 4 de la Rime. Pochodzi z Komorów.
Jego pseudonim utworzyli przyjaciele (sopran jest rodzajem głosu).

## Dyskografia
Solo
- 2004 : We Copy The Remix
- 2006 : Psychanalyse Avant L'Album
- 2007 : Puisqu'il Faut Vivre
- 2010 : La Colombe
- 2011 : Le Corbeau
- 2012 : E=2MC
- 2014 : Cosmopolitanie
- 2016 : L'Everest
- 2018 : Phoenix
- 2021 : Chasseur d'étoiles
- 2024 : Freedom

Grupa
- 2002 : Block Party
- 2005 : Enfants De La Lune
- 2008 : Les Cites D'Or

## Współpraca & Mixtape'y
- 2000

Psy 4 De La Rime – La Pluie D'Un Desert sur la B.O. du film Comme un aimant
Soprano Feat Sako – Pour de meilleurs... sur la mixtape Sad Hill Impact
Psy 4 De La Rime – La fierté sur la mixtape Sad Hill Impact
Psy 4 De La Rime – Pour mes gens sur la mixtape Sad Hill Impact
45 Niggaz Feat Psy 4 De La Rime – Mon Micro Et Mon Glaive sur l'album de 45 Niggaz, Les guerriers de Mars
- 2001

Psy 4 De La Rime – Le départ sur la mixtape Sur un air positif
Soprano – Sugar sur la B.O. du film Comme un aimant
- 2002

Akhenaton Feat Soprano – Paranoia sur l'album d'Akh, Black Album
- 2003

IAM Feat Soprano – La Violence sur l'album d'IAM, Revoir un printemps
Psy 4 de La Rime – L'assemblee sur la mixtape TSE Music Vol.1
45 Niggaz Feat Soprano – 5 éléments sur l'album de 45 Niggaz, Justice Sauvage
- 2004

La Swija Feat Soprano – En bas sur l'album de La Swija, Des racines et des ailes
La Swija Feat Psy 4 De La Rime – Au sourire levant sur l'album de La Swija, Des racines et des ailes
Soprano – S.O.P.R.A. sur la mixtape Têtes Brulées
Soprano Feat L'algérino & Kalash – Réseaux Pas Hallal sur la mixtape Street Lourd Hall Stars
Kery James Feat Soprano & Rohff – La Force sur la mixtape Savoir Et Vivre Ensemble
Psy 4 De La Rime – L'Assemblée sur la mixtape TSE Music
Bouchées Double Feat Psy 4 De La Rime – Micro trottoir sur le EP de Bouchées Double, Matière grise
Soprano Feat Mino – L'enfer du devoir sur la mixtape Projet Ares
Psy 4 De La Rime – Marseillais sur la mixtape OM All Stars
Beretta Feat Soprano – Animaux dans les mots sur l'album de Beretta, Rimes 2 Zone
Beretta Feat Soprano & L'algerino – Aussi Profond que l'ocean sur l'album de Beretta, Rimes 2 Zone
- 2005

L'algérino Feat Soprano – Etoile D'un Jour sur l'album de L'algérino, Les Derniers Seront Les Premiers
L'algérino Feat Psy 4 De La Rime & IAM – M.A.R.S. sur l'album de L'algérino, Les Derniers Seront Les Premiers
Medine Feat Soprano – Anéanti sur l'album de Médine, Jihad
Psy 4 De La Rime – Lova sur la mixtape Illicite Projet
Psy 4 De La Rime Feat Mystik & Mino – J'reste au front sur la mixtape Hematom Resurrection
Soprano – Fréro tiens l'coup sur la mixtape Haute Tension
Psy 4 De La Rime – De la paix a la haine sur la mixtape Neochrome Vol.3
Soprano Feat Mino & La Swija – Stallag 13 sur la mixtape Stallag 13
Soprano Feat Mino – On est les autres sur la mixtape Stallag 13
Soprano Feat Cesare – Freestyle radio sur la mixtape Stallag 13
Soprano Feat Vincenzo – Bootleg sur la mixtape Rap Performance
- 2006

Akhenaton Feat Psy 4 De La Rime – Vue De La Cage sur l'album d'Akh, Soldats De Fortune
Psy 4 De La Rime – Bienvenue A Massilia sur la mixtape Mixtape Evolution
Soprano Feat Sako & Akhenaton – Tant Que Dieu... sur la mixtape La Cosca Team Vol.2
Psy 4 De La Rime – Fou sur la mixtape La Cosca Team Vol.2
La Cosca Team – La Ronde sur la mixtape, La Cosca Team Vol.2
Kayna Samet Feat Soprano – Besoin De Renaître sur l'album de Kayna Samet, Entre Deux Je
Soprano – Moi J'Ai Pas sur la mixtape Hostile 2006
Soprano – Mars Vice sur la mixtape Illégal Radio
Moubaraka Feat Soprano – Espérance sur le Street CD de Moubaraka, L'envie de percer
Psy 4 De La Rime Feat Le Rat Luciano, L'algérino & Bouga – Marseille all star sur la mixtape Crise des banlieues
Soprano Feat L.E.A – Derniere Chance sur la mixtape Block 4 Life
Soprano Feat Médine – Ils Disent sur la mixtape Block 4 Life
Psy 4 De La Rime – La Cosco sur la mixtape Independenza Labels
Psy 4 De La Rime – Paix à la haine sur la mixtape 1Konito Vol.3
Samat Feat Soprano – Réfléchi sur l'album de Samat, Just Milieu
Larsen Feat Soprano – Dis leur sur le Street CD de Larsen, Dark Album: En Parallele
Soprano – Au-dela des codes postaux sur la mixtape Dans les rues de Marseille
- 2007

S.Teban Feat Soprano & Segnor Alonzo – The World Needs You sur la mixtape, TSE Music L'Apéro
Tony P Feat Soprano & Don Choa – Les Clés De La Reussite sur l'album éponyme de Tony P
K.ommando Toxic Feat Soprano & Tonino – Au taquet sur le Street CD du K.ommando Toxic, Cocktail explosif
Psykopat Feat Soprano – Qui sur le Street CD des Psykopat, Antholopsy
Melissa Feat Soprano – Jour de pluie sur l'album de Melissa, Avec tout mon amour
Kalash L'afro Feat Soprano – Armadeus & Ghettoven sur l'album de Kalash, Cracheur de flammes